# Dakota City (Nebraska)
Dakota City – miasto w Stanach Zjednoczonych, w stanie Nebraska, siedziba administracyjna hrabstwa Dakota.